# Израильско-нигерийские отношения
Израильско-нигерийские отношения — двусторонние дипломатические отношения между Нигерией и Израилем. Послом Нигерии в Израиле является Давид Оладипо Обаса.

## История

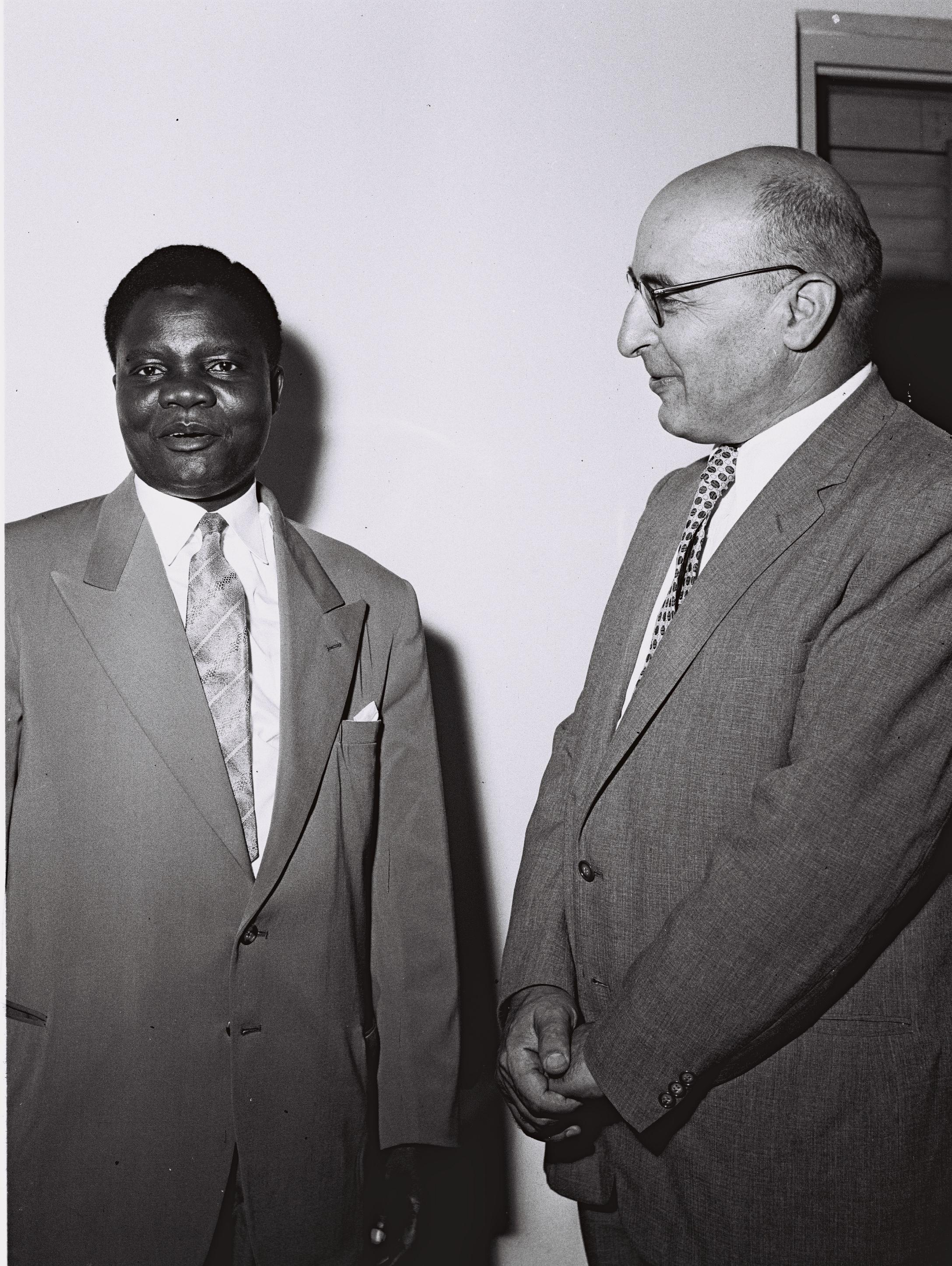
Израильский министр торговли и промышленности Пинхас Сапир на встрече с нигерийским министром торговли Дж. У. Нводо, 1959 год

### Установление отношений и их разрыв
Дипломатические отношения между странами были установлены в 1960 году. Отношения были достаточными хорошими и в этот период, в 1960-х — начале 1970-х годов, в Нигерию приехали израильские специалисты по сельскому хозяйству, промышленности, медицине. Нигерийские фермеры, врачи и инженеры проходили обучение в Израиле. Стремясь уменьшить свою зависимость от Великобритании, Нигерия диверсифицировала источники военных закупок, следствием чего стало активное развитие её военно-экономических отношений с Израилем.
С другой стороны, в начавшейся в 1967 году гражданской войне в Нигерии Израиль хотя и поддержал официальную Нигерию, но не смог полностью выступить на стороне нигерийского правительства. Причиной тому являлась болезненная для евреев тема геноцида. Повстанцы же активно использовали тему геноцида народности игбо нигерийскими властями, порой проводя параллели с Холокостом. В частности, лидеры самопровозглашенной Биафры расценили возможное воссоединение с Нигерией как «все равно как евреев принудить возвратиться в рейх». На определенном этапе военного конфликта Израиль осуществил ограниченную поставку вооружения в Биафру, использовав в качестве транзитного покупателя Берег Слоновой Кости. При этом основной курс на недопущение ухудшения дипломатических отношений с Нигерией был сохранен. Израильско-нигерийские отношения оставались в силе и после гражданской войны в Нигерии.
Однако в 1973 году, после войны Судного дня, Организация африканского единства рекомендовала своим членам разорвать дипломатические отношения с Израилем. Следуя общеафриканской политике, Нигерия разорвала дипломатические отношения с еврейский государством. Неформальные израильско-нигерийские отношения продолжали существовать, поддерживаемые усилиями разведчиков и частных лиц. Экономические связи двух стран также оставались сильны: израильские эксперты продолжали посещать Нигерию, нигерийские студенты проходили обучение в Израиле. Экспорт оружия из Израиля в Нигерию в этот период также продолжался.

### Повторное установление отношений
Дипломатические отношения были восстановлены в сентябре 1992 года. С апреля 1993 года израильское посольство работает в Абудже, а нигерийское посольство открыто в Тель-Авиве. Более пятидесяти израильских фирм работают в Нигерии в сфере строительства, инфраструктуры, высоких технологий, коммуникаций и IT, сельского хозяйства и управления водными ресурсами. В свою очередь, в Израиле работают более 5 000 нигерийских фирм и организаций. Развитию торговли способствует Израильский институт экспорта и международного сотрудничества, Нигерийско-Израильская торговая палата (NICC) и израильско-африканская торговая палата.
В 2003 году в Лагосе было основано общество нигерийско-израильской дружбы. На этом событии присутствовало 2 000 человек.
В 2006 году был открыт нигерийско-израильский деловой форум в Абудже. В том же году министры иностранных дел обеих стран подписали Меморандум о взаимопонимании, в котором Израиль и Нигерия соглашаются советоваться друг с другом по вопросам двусторонних реакций и других региональных и международных делах, основываясь на совместных интересах. Первый раунд консультаций прошел в Иерусалиме в ноябре 2006 года.
В 2009 году между Нигерией и Израилем было подписано Двустороннее торговое соглашение.
Нигерия занимает 25-е место по объёму экспорта из Израиля: 367 миллионов долларов США (2012 год, не включая алмазы). Общий торговый оборот между двумя странами составил в 2012 году 370 миллионов долларов США (не включая алмазы). Нигерия является крупнейшим торговым партнером Израиля в Африке.
В 2013 году нигерийский президент Гудлак Джонатан стал первым президентом Нигерии, который посетил Государство Израиль. Он совершил паломничество и подписал двустороннее соглашение об авиа сообщении с премьер-министром Биньямином Нетаньяху.
В июне 2014 года, когда были похищены израильские подростки, перед тем, как они были убиты, нигерийский президент Гулдак Джонатан написал израильскому премьеру Нетаньяху: «… я уверяю вас, что мы солидарны с вами, так как мы верим, что любой террористический акт против какой-либо нации или группы людей это акт против человечности. Мы безоговорочно осуждаем этот подлый акт и требуем, чтобы дети были безоговорочно освобождены их похитителями.»
В октябре 2014 года президент Джонатан посетил Израиль с частным визитом, он совершал паломничество по святым местам. Тем не менее в поездке его сопровождали 20 министров и официальных лиц. В конце года Нигерия поддержала Израиль на голосовании в Совбезе ООН, в котором не была принята про-палестинская резолюция. Премьер Нетаньяху позвонил президенту Нигерии Джонатану и поблагодарил его за это. Также Израиль в этом голосовании поддержала Руанда.
В 2015 году Нигерийская ассоциация торговых палат, промышленности, горнодобывающей промышленности и сельского хозяйства (NACCIMA) объединила усилия с израильскими бизнесменами для улучшения ненефтяного сектора Нигерии и диверсификации экономики монопродукта для улучшения торговых отношений между двумя странами.
В мае 2017 года посольство Израиля в Нигерии основало детскую футбольную лигу «Забота Израиля» для 225 нигерийских детей в возрасте 8-12 лет, пострадавших от деятельности террористической группировки «Боко Харам». Посол Израиля в Нигерии Гай Фельдман сэкономил средства, выделенные посольству на празднование дня независимости Израиля и направил их на покупку мячей, формы и оплату тренеров для того, чтобы юные нигерийцы могли приобщиться к футболу.

## Сотрудничество

### Технологии
В августе 2022 года нигерийское национальное агентство по развитию научной и инженерной инфраструктуры и израильская компания «Peramare Enterprise» подписали протокол о намерениях на строительство завода по сборке и производству электромобилей и электромотоциклов.

## Евреи в Нигерии
На юге Нигерии проживает народность игбо, исповедующая иудаизм. В 1967 году народность в одностороннем порядке провозгласила свою независимость — с этого момента начался конфликт игбо с официальными властями Нигерии. Вскоре начались боевые действия: в течение 30 месяцев погибли около миллиона человек. Конфликт так и не был официально завершён и до недавнего времени находился в «тлеющей» фазе.
В ноябре 2020 года по решению правительства в Нигерии была разрушена крупнейшая синагога в стране «Столп истины» в городе Obigbo. Как минимум ещё 6 синагог на юге страны были разрушены в течение нескольких дней до этого, 50 человек были убиты, некоторые были арестованы за то, что носили кипы и магендавид. Правительство считает исповедующих иудаизм людей из народности игбо членами сепаратистской группировки, ответственной за теракты на юге страны.
По состоянию на 2021 год как минимум одна синагога функционирует в городе Огиди (штат Анамбра), в которой молятся исповедующие иудаизм представители народности игбо. Израильские власти тем не менее не считают их полноценным евреями и на них не распространяются положения Закона о возвращении.
В июле 2021 года группа израильских кинематографистов снимала документальный фильм «Мы никогда не были потерянными» о евреях, проживающих на Мадагаскаре, в Кении, Уганде и Нигерии. Один из эпизодов съемок проходил Нигерии, в районе, где активно действуют сепаратисты. Группу журналистов арестовали сотрудники органов государственной безопасности Нигерии по обвинению в передаче свитков Торы представителям народности игбо, которую власти Нигерии считают сепаратистской. После 20 дней заключения израильтяне были освобождены, им было позволено улететь на родину.
В столице страны, городе Абуджа работает еврейский центр «Habad House». Его сотрудники поставляли кошерную еду задержанным израильским кинематографистам.